# Ga Khanh Khầu (Tàu điện ngầm Quảng Châu)

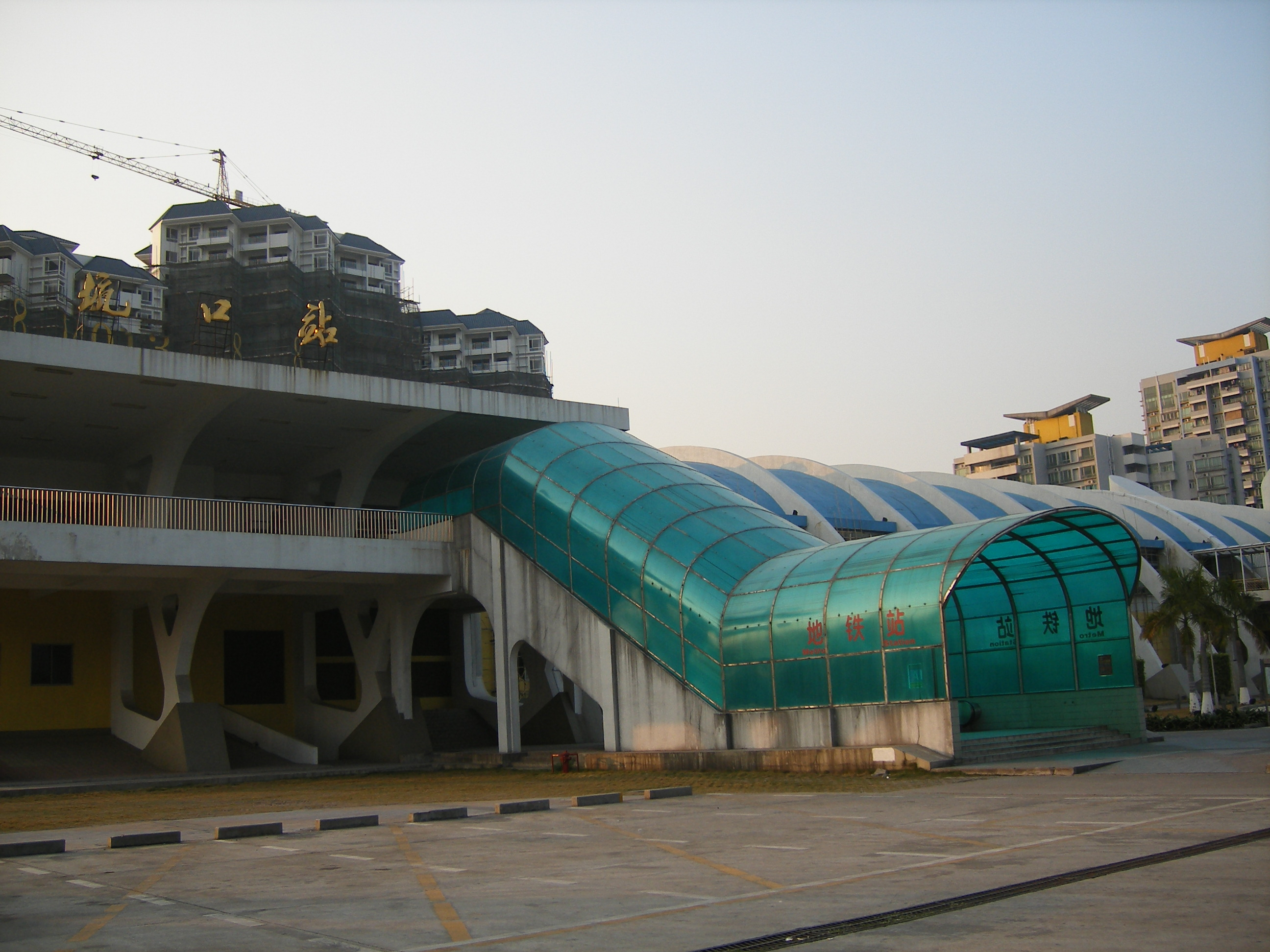
Bên ngoài Ga Khanh Khầu

Ga Khanh Khầu (tiếng Trung: 坑口站; bính âm: Kēngkǒu Zhàn; Việt bính: haang1hau2 zaam6) là một ga tàu điện ngầm thuộc Tàu điện ngầm Quảng Châu tuyến 1. Nó hoạt động từ ngày 28 tháng 6 năm 1997. Nó nằm tại nút giao của Trung Đại lộ Hoa Địa  và Đại lộ Long Khê  ở Phương Thôn, Lệ Loan. Nó nằm cạnh bến xe Phương Thôn (tiếng Trung: 芳村客运站), trung tâm vận chuyển phía Tây Đồng bằng Châu Giang.

## Bố trí ga
| F2 Phòng chờ | Hành lang                       | Dịch vụ khách hàng, cửa hàng, máy bán vé, ATM |
| G Sân ga     | Ke ga, cửa sẽ mở hướng bên trái | Ke ga, cửa sẽ mở hướng bên trái               |
| G Sân ga     | Sân ga 2                        | 1 hướng đi Tứ Lãng (Ga cuối)                  |
| G Sân ga     | Sân ga 1                        | 1 hướng đi Quảng Châu Đông (Hoa Địa Loan)     |
| G Sân ga     | Ke ga, cửa sẽ mở hướng bên trái |                                               |

## Lối thoát
| Lối thoát số | Lối thoát số | Vị trí lối thoát                  |
| ------------ | ------------ | --------------------------------- |
| Lối thoát A  | Lối thoát A  | Trung Đại lộ Hoa Địa (花地大道中) |
| Lối thoát B  | Lối thoát B  | Trung Đại lộ Hoa Địa (花地大道中) |
| Lối thoát C  | Lối thoát C  | Hoán Nam Đông Nhai (浣南东街)     |
| Lối thoát D  | Lối thoát D  | Hoán Nam Đông Nhai (浣南东街)     |